# 등방성
등방성은 방향과 상관없는 성질을 뜻한다. ,  반대되는 말에는 비등방성이 있다.

## 수학
수학에서 등방성은 여러 가지 뜻을 가지고 있다.
- 등방성 다양체

수학에서 어떤 다양체(manifold)가 등방성이라는 것은 방향에 상관없이 그 다양체의 그 모양(geometry)이 같다는 것이다. 비슷한 개념은 동차성(homogeneousness)이 있다. 다양체는 등방성을 갖지 않고 동차성을 가질 수는 있지만, 동차성을 갖지 않는다면 등방성을 가질 수 없다.
- 등방성 이차 형식
- 등방성 좌표
- 등방성 위치

## 물리학
- 양자역학에서
- 유체역학에서
- 열팽창에서
- 광학에서
- 등방성 장(isotropic field)은 테스트 [입자]의 방향에 상관없이 같은 작용을 하게 된다.
- 등방성 복사(isotropic radiation)는 방향에 상관없이 일정한 세기를 가진다.
- 우주론에서 우주는 등방적이다.

## 재료과학에서
- 물질의 기계적 성질을 표현할 때, 등방성은 모든 결정 방향(crystallographic direction)에 대해 같은 성질을 갖는다는 것을 뜻한다.

## 라디오 안테나
- 라디오에서 등방성 안테나는 참조용으로 사용되는 가상의 장치이다. 이 안테나는 모든 방향으로 같은 파워를 송신한다(포인팅 벡터에 따라서). 보통 어떤 안테나 주축(primary axis) 방향의 이득(gain)은 등방성 안테나를 기준으로 데시벨로 계산하며, dBi나 dB(i)라는 단위를 사용한다.

## 생물학
- 세포의 등방성 : 골격근 세포(skeletal muscle cell)에서(예를 들면 근섬유), "등방성"은 세포에 밝은 줄무늬를 나타내는 light band(I 밴드)를 뜻한다.

## 같이 보기
- 대칭